# Alcide Bontou
Alcide Bontou (Bordeaux, avril 1835 - Pessac, 30 juillet 1912) est un cuisinier et professeur de cuisine bordelais connu pour son traité de cuisine bourgeoise bordelaise initialement paru en 1898 et réédité près d'une dizaine de fois.

## Biographie
Alcide Bontou est né Jean-Félix Desplanques, à Bordeaux en avril 1835.

### Activité de restaurateur
Le père d'Alcide Bontou était lui aussi restaurateur et tenait le restaurant familial situé au 64 de la rue de la Porte Dijeaux. En 1850, l'entreprise est déclarée en faillite.
Mais l'activité perdure et à partir des années 1860, Alcide Bontou travaille avec son père. En juin 1866, les parents de Bontou achètent l'immeuble mitoyen au 66 de la même rue. En 1888, selon le Guides Joanne consacré à Bordeaux, le restaurant occupe les deux numéros de la rue et Alcide Bontou est le « fils ainé, propriétaire ». Bontou et fils sont régulièrement présentés aux expositions internationales : exposition universelle de 1876 à Philadelphie ou l'exposition universelle de 1878 à Paris où ils reçoivent une médaille de bronze pour leurs conserves de gibiers et de cèpes.
En 1874 il fonde le syndicat des hôteliers, limonadiers et restaurateurs de Bordeaux et du sud-ouest dont il devient le premier président,.
Il déménage ensuite à Paris, où il sera le brillant second d'Adolphe Dugléré au Café Anglais,. Il revendique d'avoir introduit  à Paris dans les années 1880 la consommation de cèpes, bien que la recette « à la bordelaise » (huile et ail) ne rencontre que peu de succès à la capitale.

### Publications
En 1898, Bontou est à l'origine du premier recueil de recettes régionales bordelaises avec la parution aux éditions Féret de Traité de cuisine bourgeoise bordelaise. Malgré ce que peut laisser penser son titre, l'ouvrage recense essentiellement des recettes nationales. Seules 4% des recettes comportent une appellation régionale, et le chiffre descend même à 2,4% pour les recettes « à la bordelaise ». De la même manière, l'adjectif bourgeoise n'est pas à prendre au pied de la lettre, Bontou s'attachant dans cet ouvrage à enseigner les clés d'une alimentation familiale et conseillant à la lectrice, pour les mets les plus élaborés, de faire appel à un traiteur. Ce traité fait partie des ouvrages les plus populaires concernant la Cuisine du Sud-Ouest.
En 1907, il publie avec la Société nouvelle des pêcheries à vapeur l'ouvrage soixante recettes de poissons. Cette même année, La Petite Gironde édite une version simplifiée du recueil sous le titre Traité de cuisine bourgeoise : simplifiée et pratique. En 1914, l'éditeur revendique avoir vendu 30 000 exemplaires de cet ouvrage.
En 1910, il est au sommaire du numéro de Tourny-Noël.

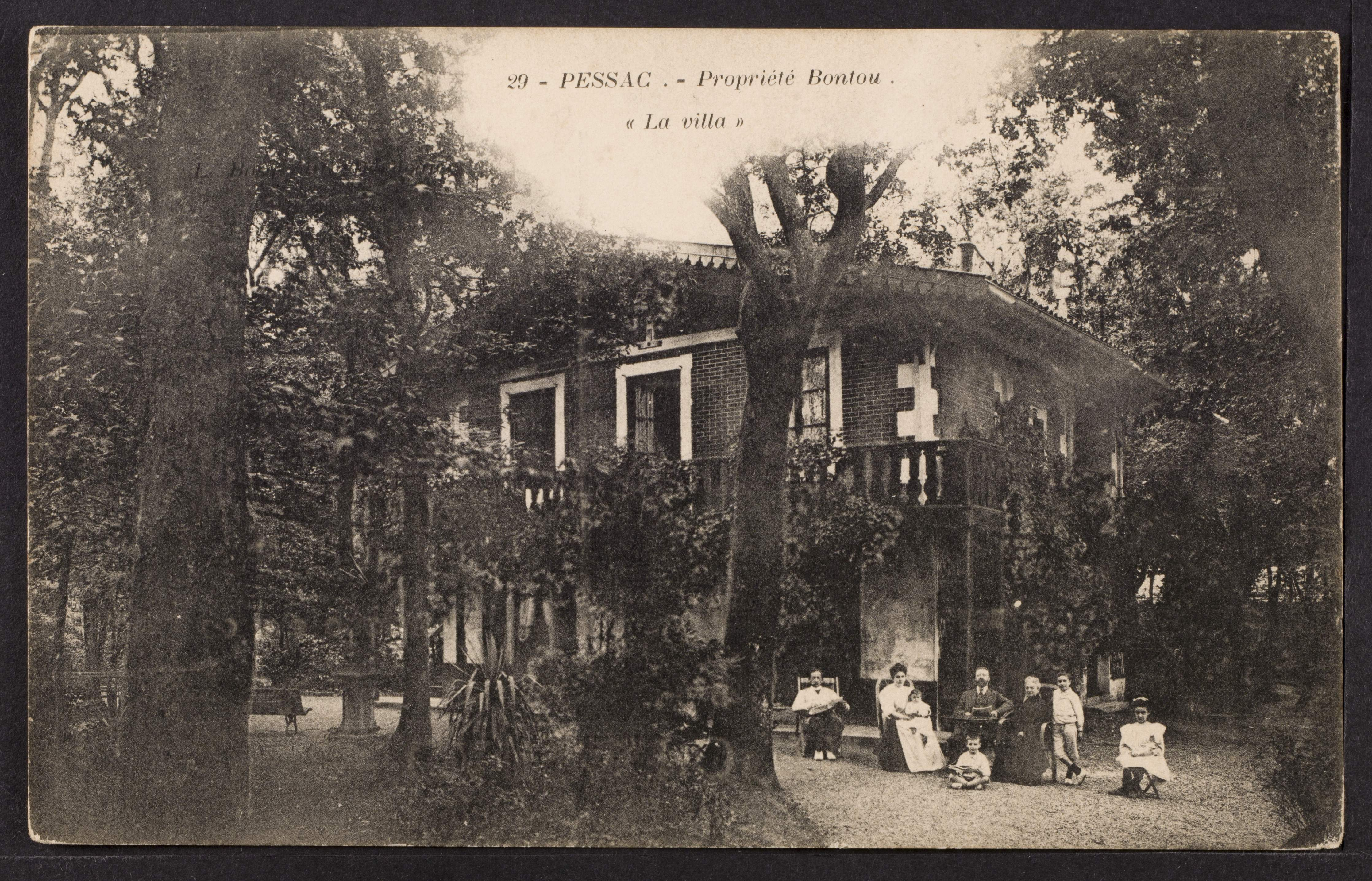
La famille Bontou dans sa propriété pessacaise

### Enseignement de la cuisine

#### Cuisine domestique
Alcide Bontou dispense des cours de cuisine gratuits sous l'égide de la municipalité de Bordeaux et de la Société philomathique de Bordeaux. Son traité de cuisine bourgeoise bordelaise est d'ailleurs dédicacé à « [ses] aimables élèves et [ses] auditrices des cours de cuisine ménagère et d'économie domestique ».
En octobre 1897 commencent à la société philomathique de Bordeaux ses « classes de cuisine ménagère » qui se tiennent tous les dimanches.
En 1900 c'est à la salle de l'Athénée que débutent ses cours de cuisine ménagère. Le premier cours a pour sujet : « Rissoles de ménage et gâteau de noisettes ».
Tout à sa volonté de promouvoir la cuisine, Bontou est régulièrement membre de jurys de concours culinaires. Que ce soit pour les étudiants et étudiantes de ses classes ou en prenant la présidence du jury d'un concours organisé en 1902 à Bordeaux. En 1909, on le retrouve aux côtés de Nicolas Marguery, Prosper Montagné, Augusta Moll-Weiss et Charles Driessens dans le jury d'un concours organisé par la marque Liebig.

#### Cuisine régimentaire
Au début du XXe il milite pour la mise en place de cours de cuisine au sein des casernes militaires. Sa proposition se concrétise avec l'autorisation donnée en 1903 par le général commandant le 18e corps d'armée d'organiser des leçons pratiques de cuisine à destination des soldats au sein de Caserne Xaintrailles. En 1905, le ministre de la guerre Maurice Berteaux visitant la caserne et s'étonnant de la qualité des menus proposés aux soldats se voit présenter l'expérience mise en place par Bontou. Il commande alors à ce dernier un rapport en vue d'étendre l'expérimentation.
Ce rapport donne lieu le 26 décembre 1905 à la publication d'une « circulaire relative à la formation des cuisiniers régimentaires » signée d'Eugène Étienne, ministre de la Guerre de l'époque. Ce dernier envoie à cette occasion ses remerciements à Bontou, « tant pour ses intéressantes communications que pour le concours effectif et dévoué [..] qu'il a prêté à la garnison de Bordeaux. ». Malgré la mise en place d'une allocation mensuelle pouvant atteindre 15 francs, Bontou peine à recruter des soldats qui considèrent la cuisine comme une « basse besogne ».

### Mort
Il meurt le 30 juillet 1912 dans sa propriété de Pessac,. Ses obsèques ont lieu le 1er août 1912 en présence d'une très nombreuse assistance parmi laquelle se trouve le maire de Bordeaux, Charles Gruet. Bontou est inhumé au Cimetière de la Chartreuse dans la section 30, sépulture n°221.

## Réception et postérité
Selon Curnonsky, Bontou est « un grand chef et un fin gourmet » et son traité un « véritable monument d'érudition gastronomique ». D'autres commentateurs n'hésitent pas à le surnommer le « Vatel bordelais »,.
En 2014 la ville de Pessac lui rend hommage en nommant une esplanade du quartier Arago : esplanade Alcide Bontou.